# Mollicarpus cognatus
Mollicarpus cognatus är en svampart som först beskrevs av Miles Joseph Berkeley, och fick sitt nu gällande namn av Ginns 1984. Mollicarpus cognatus ingår i släktet Mollicarpus och familjen Polyporaceae.   Inga underarter finns listade i Catalogue of Life.